# Hertník
Hertník – wieś (obec) na Słowacji położona w kraju preszowskim, w powiecie Bardejów.

## Położenie
Hertník leży u wschodnich podnóży Gór Czerchowskich, w lokalnym obniżeniu określanym jako Raslavická brázda i zaliczanym już do Pogórza Ondawskiego. Zabudowania rozłożone są na wysokości 430–490 m n.p.m., szeroko wzdłuż płytkiego obniżenia, którym spływa Veský potok (też: Pastevník), prawostronny dopływ rzeki Sekčov.

## Historia
Pierwsze wzmianki o miejscowości pochodzą z roku 1351, kiedy występowała jako Herkenecht. Później znana była pod nazwami Hertnek (1600), Hertník (1808), węg. Hertnek,  Heretník (1920), a od 1927 Hertník. Początkowo należała do Perényich, w roku 1427 liczyła 31 port. W XVI w. stała się ośrodkiem feudalnego "państwa" (szlacheckiego majątku), w skład którego wchodziły również okoliczne wsie Bogliarka, Kríže, Šiba, Osikov, Hervartov, Lukov, Livov i Venecia (obecnie w składzie Lukova). Właścicielami byli kolejno Forgáczowie, Klobušiccy, Tárcsay’owie, Zápolscy, a w XIX w. Fryderyk Anhalt.
W 1787 r. wieś liczyła 70 gospodarstw i 499 mieszkańców, a w roku 1828 111 domów i 806 mieszkańców. Zajmowali się oni hodowlą owiec, ciesielstwem, wyrobem gontów drewnianych koryt, paleniem potażu i wapna.

## Demografia
Według danych z dnia 31 grudnia 2010, wieś zamieszkiwało 1021 osób, w tym 518 kobiet i 503 mężczyzn.
W 2001 roku rozkład populacji względem narodowości i przynależności etnicznej wyglądał następująco:
- Słowacy – 97,35%,
- Czesi – 0,10%,
- Romowie – 2,04%,
- Ukraińcy – 0,31%.